# Jan Bárta (cyklista)

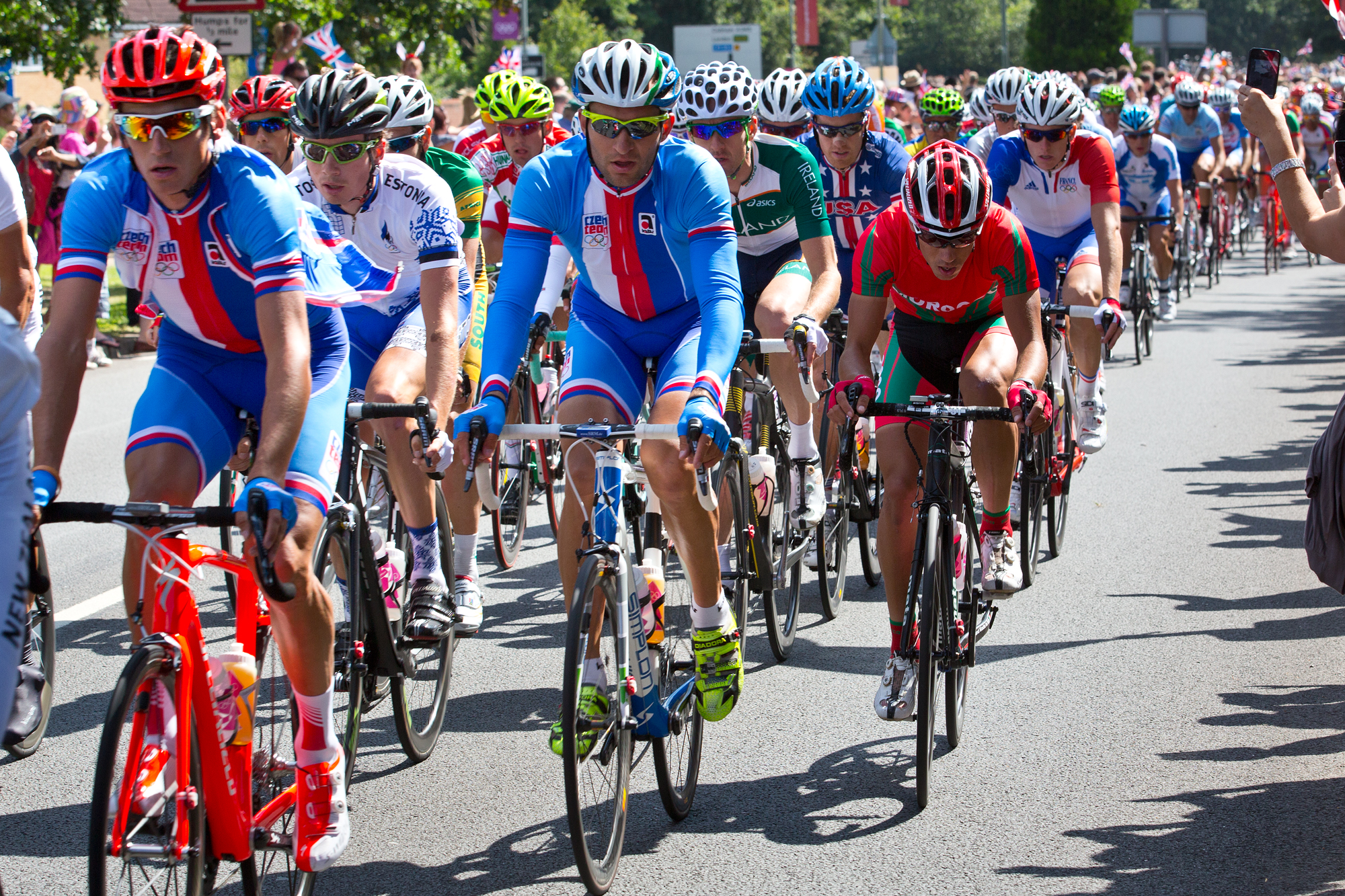
Jan Bárta (uprostřed) po boku Romana Kreuzigera během cyklistického silničního závodu jednotlivců na LOH 2012 v Londýně

Jan Bárta (* 7. prosince 1984, Kyjov) je český sportovec, profesionální silniční cyklista závodící za profesionální stáj Bora Hansgrohe. Pochází z vesnice Sobůlky, jde o odchovance týmu CK Dacom Pharma Kyjov. Je absolventem Masarykovy univerzity.
Mezi jeho největší sportovní úspěchy patří účast na proslulém etapovém závodě Giro d'Italia v roce 2012, kde skončil ve 14. etapě z Cherasca do Cervinie na 2. místě.
V roce 2012 byl nominován za Českou republiku společně s Romanem Kreuzigerem do soutěží v silniční cyklistice na Letních olympijských hrách 2012
v Londýně. V závodě s hromadným startem skončil na 75. místě. Zúčastnil se také olympijských her 2016, kde závod s hromadným startem nedokončil a v časovce jednotlivců byl na 15. místě.

## Umístění
2003
1. místo - mistr České republiky do 23 let v silniční cyklistice
2008
2. místo GP Judendorf Straßenengel (Štýrsko, Rakousko)
2009
3. místo - Kolem Irska (Rás Tailteann)
1. místo 4. etapa Kolem Rakouska
2010
4. místo, silniční závod Praha-Karlovy Vary-Praha
7. místo Kolem Normandie
7. místo Kolem Slovenska
2011
3. místo Kolem Británie
8. místo Kolem Rakouska
2012
1. místo - Mistr České republiky v časovce jednotlivců 
1. místo - Settimana internazionale di Coppi e Bartali (březen 2012, Itálie)
1. místo 5. etapa (ITT)
1. místo - Kolem Kolína nad Rýnem
7. místo – časovka na Mistrovství světa v silniční cyklistice 2012
2013
1. místo - Mistr České republiky v časovce jednotlivců
1. místo – závod Szlakiem Grodów Piastowskich
2014
1. místo - Mistr České republiky v časovce jednotlivců
9. místo – časovka na Mistrovství světa v silniční cyklistice 2014
2015
1. místo - Mistr České republiky v časovce jednotlivců
2. místo – Czech Cycling Tour
25. místo Tour de France, cena pro nejaktivnějšího jezdce ve 3. etapě
2016
2. místo – mistrovství ČR v časovce
15. místo – časovka na olympijských hrách
2019
3. místo - časovka na Evropských hrách 2019